# Bellville Turnverein Pavilion

Eingang des Bellville Turnverein Pavilion

Der Bellville Turnverein Pavilion ist eine für gesellschaftliche Veranstaltungen errichtete Halle in der texanischen Kleinstadt Bellville. Er wurde zwischen 1895 und 1897 im Auftrag des örtlichen Turnvereins Gut Heil nach Plänen des Bauunternehmers Joachim Hintz errichtet.
Der Pavillon steht in städtebaulich markanter Lage auf einer kleinen Anhöhe am östlichen Rand der Stadt und bildet so einen visuellen Bezug zum im Stadtzentrum ebenfalls auf einem Hügel errichteten Austin County Courthouse.   

## Geschichte
Ende des 19. Jahrhunderts waren die sozialen Aktivitäten der Stadt in zwei Vereinen organisiert, dem Bellville Social Club und dem Bellville Turnverein Gut Heil. Der Social Club kaufte im Jahr 1883 von Herman Miller das Gelände an der East Main Street an und plante den Bau eines Veranstaltungsgebäudes. Zwei Jahre später wurde der Turnverein Gut Heil gegründet. Das 1889 durch ihn errichtete Opernhaus wurde alsbald zum Zentrum des gesellschaftlichen Lebens der Stadt.
1895 erwarb der Turnverein das Gelände des Social Clubs und beauftragte den ortsansässigen Bauunternehmer Joachim Hintz mit dem Bau eines vereinseigenen Pavillons. Nach dem Vorbild anderer Hallen im Austin County entstand auf einem polygonalen Grundriss ein einstöckiges Gebäude, das von einem Zeltdach überspannt wird. Für die Errichtung des zwölfeckigen Gebäudes wurden überlange Holzbalken verwendet, die direkt aus der Sägemühle angeliefert wurden. Der Pavillon wurde in den folgenden Jahren zum Hauptveranstaltungsort für Feiern und soziale Aktivitäten.
Im Jahr 1937 erwarb die Stadt Bellville das Gebäude und das zugehörige Grundstück und rief unter den Studenten der Texas A&M University einen Wettbewerb zur Neugestaltung des Parks aus. Mit Hilfe eines Zuschusses der Federal Works Progress Administration konnte der Siegerentwurf realisiert werden. Der Park erhielt neue Anlagen und der Pavillon wurde innen modernisiert. 
Das Gebäude wurde 1996 zur Recorded Texas Historic Landmark erklärt.

## Quelle
- Historical Marker der Texas Historical Commission (errichtet 1996)

Koordinaten: 29° 56′ 46,4″ N, 96° 14′ 49,3″ W